# Мария Анна Йозефа Австрийска
Мария Анна Йозефа Австрийска (на немски: Maria Anna Josepha von Österreich; * 20 декември 1654, Регенсбург; † 4 април 1689, Виена) от династията Хабсбург, е ерцхерцогиня на Австрия и чрез женитба пфалцграфиня и херцогиня на Нойбург и Юлих-Берг.

## Живот
Дъщеря е на император Фердинанд III (1608 – 1657) и третата му съпруга Елеонора Гондзага (1630–1686), дъщеря на херцог Карл II от Мантуа и Мария Гондзага. Полусестра е на император Леополд I, който от 1676 г. е женен за Елеонора Магдалена фон Пфалц-Нойбург.
Мария Анна Йозефа се омъжва на 25 октомври 1678 г. във Винер Нойщат за Йохан Вилхелм фон Пфалц-Нойбург (1658 – 1716), братът на императрица Елеонора. Венчавката е проведена от архиепископ Леополд Карл фон Колонич, който прави заради двете сватби една „Мария-колона“ в града.
След женитбата му с ерцхерцогинята Йохан Вилхелм започва да води голям двор в Дюселдорф.От 1679 г. той е херцог на Юлих и Берг.
Мария Анна умира на 34 години от туберкулоза при посещение в императорския двор във Виена и е погребана във виенската гробница Капуцинергруфт. На 29 април 1691 г., без да присъства, нейният съпруг се жени във Флоренция за принцеса Ана Мария Луиза де Медичи (1667 – 1743), дъщеря на великия херцог на Тоскана Козимо III де Медичи и съпругата му Маргарита Луиза Орлеанска.

## Деца
Нейните двама сина умират през 1683 и 1686 г. малко след раждането им:
- син без име (*/† 6 февруари 1683, Дюселдорф)
- син без име (*/† 5 февруари 1686, Виена)